# Taghato
Pour plus de détails, voir Fiche technique et Distribution.
Taghato (en persan : تقاطع) est un film iranien réalisé par Abolhassan Davoudi en 2005 et sorti l'année suivante.

## Synopsis
Une gynécologue, le docteur Minoo Rahmani, dont le mari est décédé, aimerait se marier avec Dariush. Sa seule inquiétude est son fils Amir, qui fréquente souvent un jeune un peu délinquant, camarade de l’université, Pedram.
Un soir, Amir et Pedram, issu d’une famille riche, sortent pour aller passer une soirée « cool » avec des jeunes de leur âge. Mais en route Pedram, par excès de vitesse, cause un accident mortel à une autre voiture où deux jeunes filles, Behnaz et Mahssa, perdent la vie.
Dans Le Croisement, tous les personnages se retrouvent à un croisement de leur vie où il faut décider d’agir rapidement: ralentir ou passer. Et si l’on passe, c’est l’inévitable qui surviendra: le drame.

## Fiche technique
- Titre : Taghato
- Titre original : تقاطع
- Réalisateur : Abolhassan Davoudi
- Scénaristes : Farid Mostafavi, Abolhassan Davoudi
- Genre : drame
- Sortie : 2006
- Durée : 101 minutes
- Pays :  Iran
- Langue : Persan

## Distribution
- Fatemeh Motamed-Arya : docteur Minoo Rahmani
- Bahram Radan : Pedram
- Bizhan Emkanian : Hamid
- Baran Kosari : Mahssa
- Soroush Sehhat : Nasseri
- Alireza Hosseini : Amir
- Khatereh Assadi : Shadi
- Elssa Firouz-Azar : Behnaz
- Reza Radmanesh : Nader
- Mohsen Ghazi-Moradi : Taraghi
- Afarin Obeysi : mère de Behnaz et Mahssa
- Vahid Razaghi : mari de Behnaz
- Madjid Mozafari : Dariush